# Penstemon platyphyllus
Penstemon platyphyllus är en grobladsväxtart som beskrevs av Rydberg. Penstemon platyphyllus ingår i släktet penstemoner, och familjen grobladsväxter. Inga underarter finns listade i Catalogue of Life.